# Jurkowo (powiat giżycki)
Jurkowo (do 2009 Jurkowo Węgorzewskie, niem. Jorkowen, 1938–1945 Jorken) – wieś mazurska w Polsce położona w województwie warmińsko-mazurskim, w powiecie giżyckim, w gminie Kruklanki.
W latach 1975–1998 miejscowość administracyjnie należała do województwa suwalskiego.
Wieś położona jest pomiędzy Puszczą Borecką a jeziorem Żywy. 
Do 31 grudnia 2009 wieś nazywała się Jurkowo Węgorzewskie.